# Aadma
Koordinaten: 58° 48′ N, 22° 39′ O
Aadma ist ein Dorf (estnisch küla) in der Landgemeinde Hiiumaa (bis 2017: Landgemeinde Käina). Es liegt auf der zweitgrößten estnischen Insel Hiiumaa (deutsch Dagö).

## Beschreibung
Aadma (deutsch Ahdma) hat 29 Einwohner (Stand 31. Dezember 2011).
Der Ort liegt 22 Kilometer südwestlich der Inselhauptstadt Kärdla (Kertel). Er wurde erstmals 1565 als Einfüßlerstelle urkundlich erwähnt.

## Gut von Aadma
1797 wurde das Hofland vom Rittergut Putkaste (Putkas) abgeteilt. 1797 wurde Aadma selbständig.
Das Herrenhaus des Gutes wurde um 1800 errichtet. Es war ein einfaches eingeschossiges Haus aus Holz. Heute sind nur noch die Überreste eines Mantelschornsteins zu sehen.
1882 erwarb Alexandrine von Richter das Gut. Wenig später ging es in das Eigentum der Familie von der Pahlen über. Es wurde Beigut von Vaemla. 1913 gehörte das Gut dem deutschbaltischen Baron Gustav von der Pahlen. 1919 wurde es im Zuge der estnischen Landreform enteignet.
Während der sowjetischen Besetzung Estlands war Aadma das Zentrum der Kolchos Ühendus („Gemeinschaft“).